# São Miguel do Aleixo
São Miguel do Aleixo é um município brasileiro do estado de Sergipe.

## História
O povoado Aleixo teve como principais fundadores Domício José das Graças e Manoel Barreto dos Santos. O núcleo foi crescendo e já contava com cerca de 206 moradias e 600 habitantes quando, em 1963, foi elevado à categoria de Cidade e Sede do Município denominado São Miguel do Aleixo, em homenagem ao pai de seus principais fundadores (Domício José das Graças) e ao primeiro padre da cidade, o padre Aleixo. A colonização do território está ligada à dos Municípios de Nossa Senhora da Glória e de Nossa Senhora das Dores, dos quais foi desmembrado.[carece de fontes?]
O Município de São Miguel do Aleixo foi instalado em 1965, elevado à categoria de município e distrito com a denominação de São Miguel Aleixo, pela lei estadual nº 1232, de 26-11-1963, desmembrado de Nossa Senhora das Dores, Sede no atual distrito de São Miguel Aleixo. Constituído do distrito sede. Instalado em 28-02-1965, através dos esforços do ilustre  Sr. José Airton das Graças, sendo ele, o primeiro prefeito do município.[carece de fontes?]

## Geografia
Localiza-se a uma latitude 10º23'17" sul e a uma longitude 37º22'52" oeste, estando a uma altitude de 197 metros.  Sua população estimada em 2016 era de 3.923 habitantes. 
Possui uma área de 101.999 km². 